# Aquiana
La Aquiana (La Guiana en dialecto cabreirés) es una montaña ubicada en los montes de León, límite entre las comarcas de la Cabrera y El Bierzo, en el valle del Oza. En la cima, situada a una altitud de 1846 m, se encuentra una ermita.
Del barrio de Puente Boeza, en Ponferrada, parte la carretera de Sanabria, proyectada en 1919 para comunicar El Bierzo con La Cabrera (Ponferrada-Santalavilla-Puebla de Sanabria) y que quedó sin terminar en el llamado Campo de las Danzas, a unos 3 km de la cima de la Aquiana.
Enrique Gil y Carrasco, en su obra El señor de Bembibre, comenta del pico:

El pico de la Aguiana, cubierto de nieve durante siete u ocho meses y el más alto de todos los del Bierzo, domina el monasterio casi a vista de pájaro y dista poquísimo por el aire, pero son tales los derrumbaderos que por aquel lado lo cercan, que el camino para llegar allá tiene que serpentear en la ladera por espacio de más de una legua y tomar además grandes rodeos. Esta montaña es muy pelada, pero está cubierta de plantas medicinales y tiene en su misma cresta una ermita medio enterrada a causa de las nieves y ventarrones, en que se adoraba, hasta la extinción del monasterio, la imagen de Nuestra Señora de la Aguiana, cuya función se celebraba el 15 de agosto y era concurridísima romería.

En la cima de la montaña se encuentra el vértice geodésico de nombre Guiana@, número 19176, de la Red de Vértices Geodésicos Nacional.

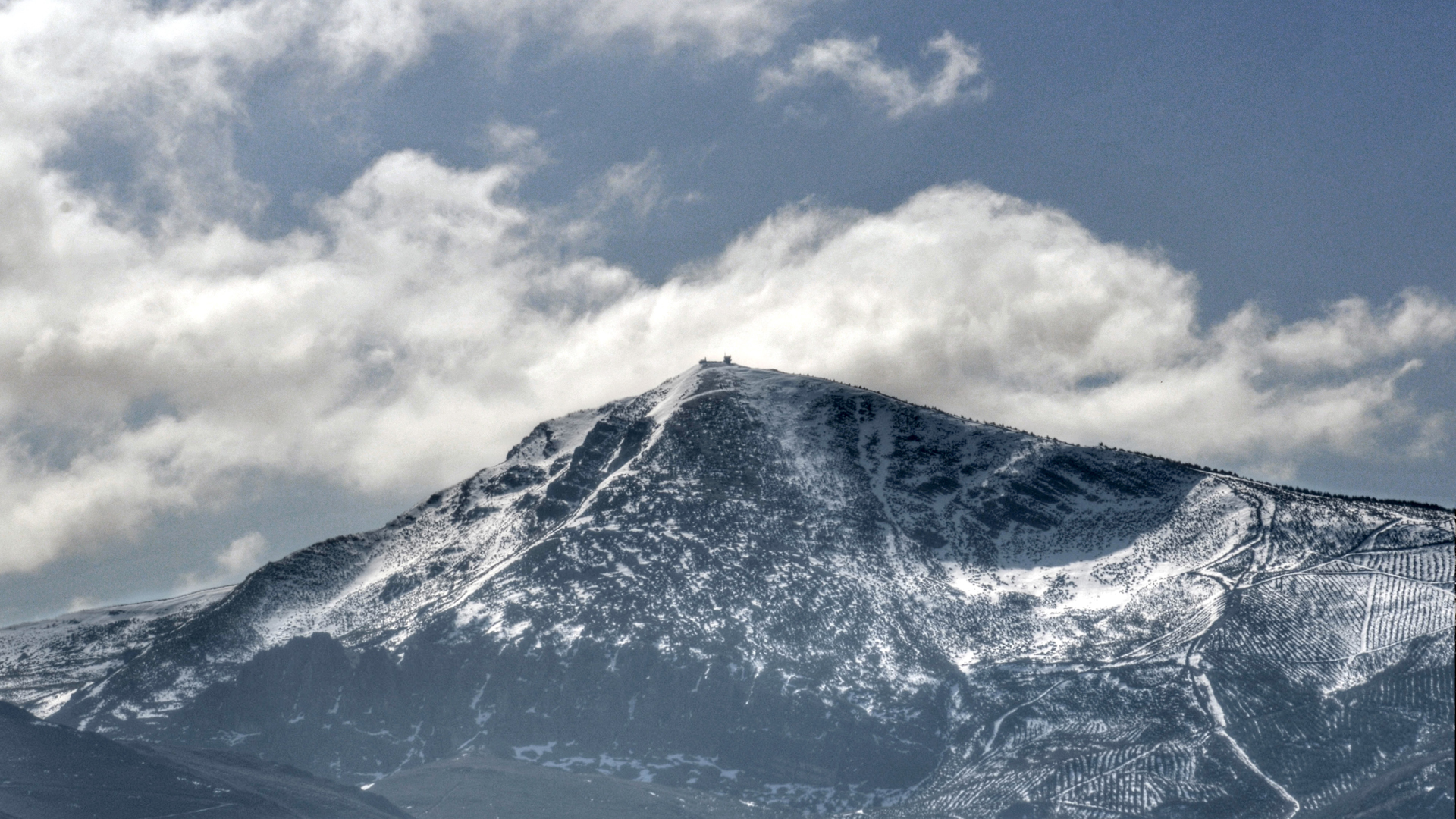
Vista de la Aquiana desde Ponferrada.